# Dębowa Łąka

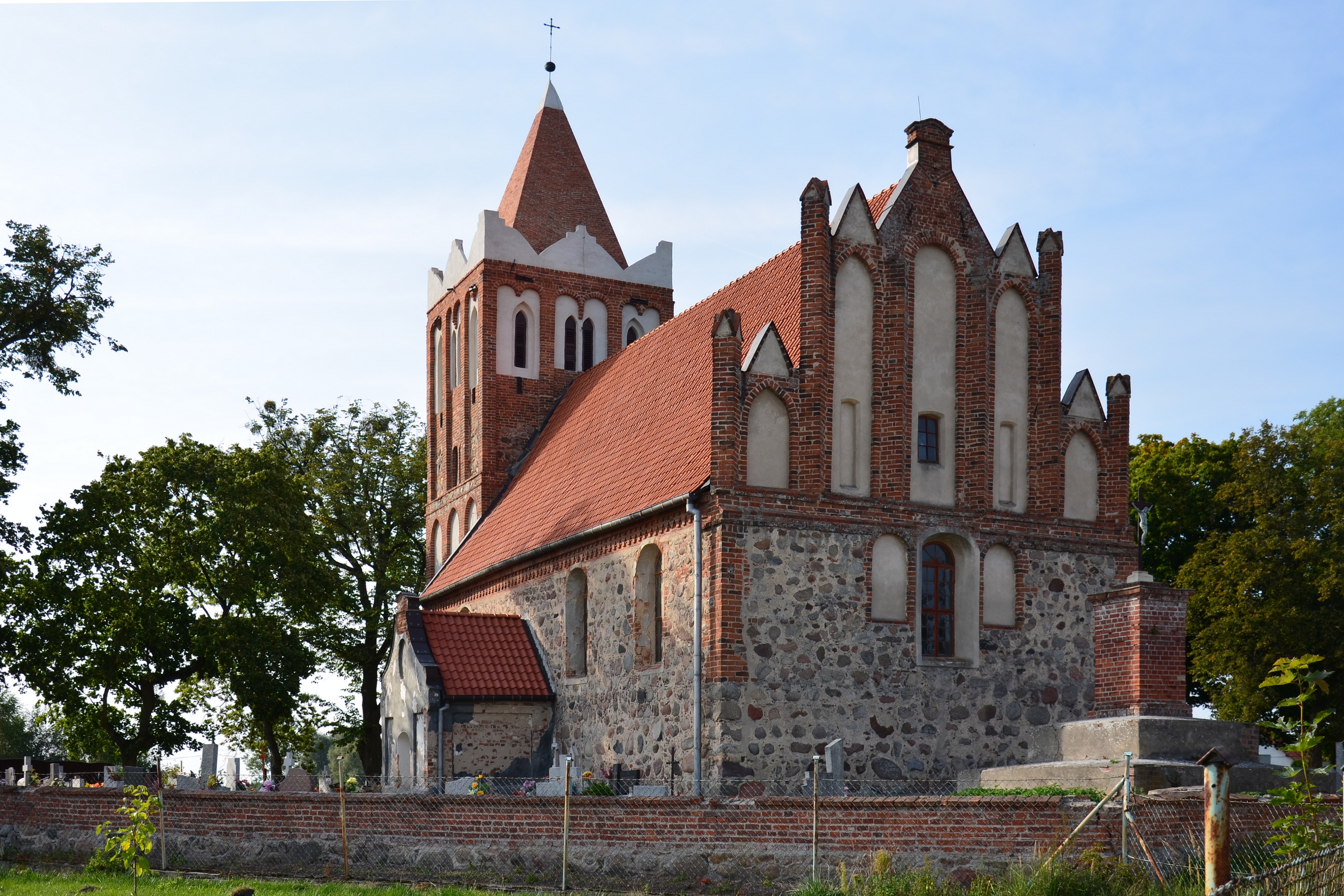
Kościół św. Apostołów Piotra i Pawła

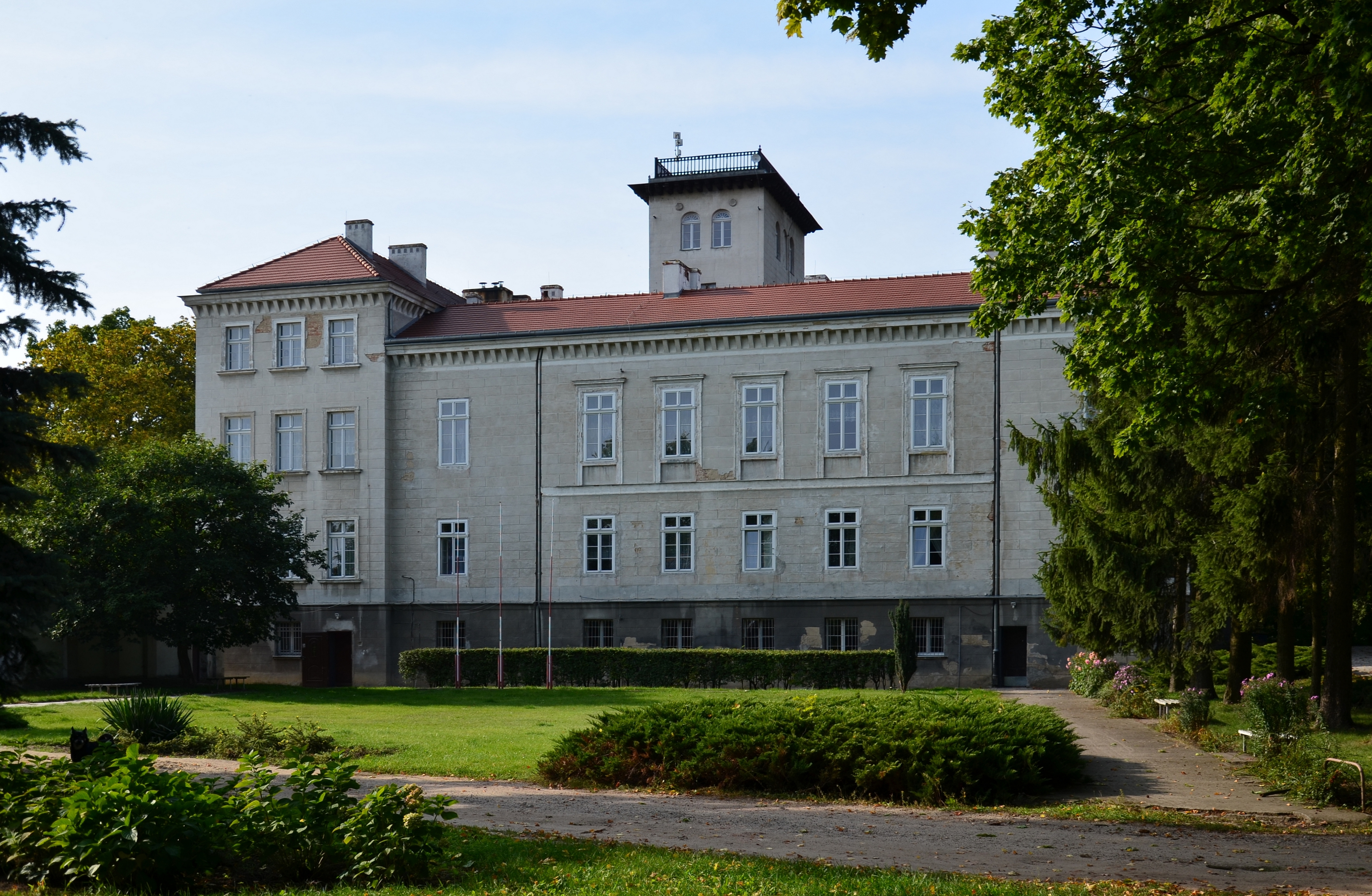
Pałac w Dębowej Łące

Dębowa Łąka (niem. Dembowalonka; 1907–1919 Wittenburg) – wieś w Polsce położona w województwie kujawsko-pomorskim, w powiecie wąbrzeskim, w gminie Dębowa Łąka.
W latach 1954–1972 wieś należała i była siedzibą władz gromady Dębowa Łąka. W latach 1975–1998 miejscowość administracyjnie należała do województwa toruńskiego. Miejscowość jest obecnie siedzibą władz gminy Dębowa Łąka. Według Narodowego Spisu Powszechnego (III 2011 r.) liczyła 777 mieszkańców. Jest największą miejscowością gminy Dębowa Łąka.
We wsi znajduje się parafia św. Apostołów Piotra i Pawła.

## Części wsi
| SIMC    | Nazwa       | Rodzaj    |
| ------- | ----------- | --------- |
| 0842555 | Fryzanowo   | część wsi |
| 0842561 | Iwanki      | część wsi |
| 0842578 | Mleczary    | część wsi |
| 0842584 | Pod Łobdowo | część wsi |

## Zabytki
Według rejestru zabytków NID na listę zabytków wpisane są:
- kościół parafialny pw. św.św. Piotra i Pawła, XIV w., nr rej.: A/191/1-2 z 6.05.1930
- cmentarz parafialny, przy kościele, nr rej.: A/197/1-2 z 31.12.1987
- kościół ewangelicki, obecnie rzymskokatolicki filialny pw. Matki Boskiej Bolesnej, 1900–1901, nr rej.: A/195 z 15.10.2004
- zespół pałacowy:
  - pałac, połowa XIX w., przełom XIX/XX w., nr rej.: A/52/1-2 z 30.10.2002
  - dom ogrodnika, przełom XIX/XX w., nr rej.: A/52/1-2 z 30.10.2002
  - park, 1 połowa XIX w., nr rej.: A/52/3 z 8.10.1984 i z 11.03.2003.

## Pałac w Dębowej Łące
Pałac w obecnej formie wybudowany został w 1849 r. przez Karola i Fryderyka Hennigów. W 1892 roku majątek wykupiła od nich Pruska Komisja Kolonizacyjna. Od 1895 r. w pałacu miał swoją siedzibę zakon oraz seminarium duchowne Ojców Ewangelistów. Ojcowie wybudowali w 1901 roku na północnym skraju parku kościół w stylu neogotyckim na potrzeby licznej gminy ewangelickiej. Jest to okres wzmożonego osadnictwa niemieckiego. Wówczas to zmieniono nazwę miejscowości na Wittenburg in Prussen.
W okresie międzywojennym, w latach 1920-1924, w dostosowanym do potrzeb szkoleniowo-wychowawczych budynku, Siostry Służebniczki Niepokalanego Poczęcia Najświętszej Maryi Panny prowadziły zakład wychowawczy dla panien. W 1924 roku Ojcowie Zgromadzenia Ducha Św. zorganizowali szkołę dla chłopców, a w latach 1925-1930 w pałacu mieściła się Średnia Szkoła Rolnicza. W roku 1932, pozostający bez administratora zrujnowany pałac, wydzierżawiły siostry Zgromadzenia Pasterek od Opatrzności Bożej, organizując w nim nowicjat.
We wrześniu 1939 r. Niemcy urządzili w pałacu więzienie dla księży z powiatu wąbrzeskiego. Po wojnie, w erygowanym ponownie domu Sióstr Zgromadzenia Pasterek od Opatrzności Bożej, opiekę znalazły dzieci i osoby starsze. W 1958 roku Siostry opuściły pałac i zlikwidowany przez władze świeckie ośrodek. Po 6 latach generalnego remontu – od roku 1965 – w pałacu znajdował się Państwowy Dom Dziecka. Od 1984 r. w budynku mieszczą się szkoły i internat Specjalnego Ośrodka Szkolno-Wychowawczego w Dębowej Łące.
Pałac to monumentalny gmach częściowo 2- i częściowo 3-kondygnacyjny, wzniesiony na planie prostokąta o wymiarach 35 × 26 m z niewielkim dziedzińcem pośrodku. Od północnego zachodu 6-kondygnacyjna wieża widokowa zwieńczona belwederem. W najwyższej kondygnacji wieży okna parzyste zamknięte półkoliście oraz wydatny gzyms drewniany na konsolach. Przy narożniku północnym kryty taras z kanelowanymi kolumnami. Elewację pałacu ożywiają boniowania i profilowane gzymsy. Okna częściowo w obramieniach uszatych. Najciekawsza jest pięcioosiowa elewacja frontowa budynku z północno-wschodniej strony, z trójosiowym ryzalitem w głównym skrzydle, zwieńczonym trójkątnym frontonem. Okna na piętrze ryzalitu zamknięte półkoliście, ponad nimi rozety. Od strony ogrodowej przylega portyk zwieńczony tarasem, do którego prowadzą okazałe schody.

## Ochrona przyrody
W 2011 roku po odwołaniu jednego z sześciu modrzewi europejskich pozostałe pięć ponownie ustanowiono pomnikami przyrody. Drzewa posiadają obwody: 270, 272, 280, 283 i 320 cm.